# Томас Брандль
Томас Брандль (нім. Thomas Brandl; нар. 9 лютого 1969, Бад-Тельц, Баварія) — німецький хокеїст, центральний нападник. 

## Ігрова кар'єра
Хокейну кар'єру розпочав 1986 року розпочав виступами за рідний клуб «Бад Тельц».
З сезону 1986/87 виступає в складі Кельнер ЕК, де двічі став чемпіоном Німеччини.
Втретє став чемпіоном у складі Крефельд Пінгвін, виступав у 1998–2003 роках. Завершив виступи в 2004.
У складі національної збірної Німеччини учасник зимових Олімпійських ігор 1992, 1994 та 1998, учасник чемпіонатів світу 1990, 1991, 1993, 1994 і 1995. 

## Тренерська кар'єра
З сезону 2010/11 асистент головного тренера юнацької команди Кельнер Гайє. З січня 2016 асистент головного тренера «Кельнер Гайє».

## Нагороди та досягнення
- Чемпіон Німеччини в складі Кельнер ЕК — 1988, 1995.
- Чемпіон Німеччини в складі «Крефельд Пінгвін» — 2003.